# Léon Lommel
Mathias Léon Lommel (Schleiderhof, 3 februari 1893 – Luxemburg-Stad, 11 juni 1978) was een Luxemburgs geestelijke van de Katholieke Kerk en bisschop van Luxemburg.
Léon of Leo Lommel werd geboren in Schleiderhof bij Cruchten, als de oudste van acht kinderen van boer Henri Lommel en Susanne Beringer. Hij bezocht het gymnasium van Echternach en studeerde vanaf 1913 aan de Pauselijke Universiteit Gregoriana te Rome. Tijdens de sedisvacatie na het overlijden van Paus Pius X en tijdens de kroningsvieringen van Paus Benedictus XV diende Lommel bij de Zwitserse Garde. Vanwege de oorlog moest hij van 1914-1918 zijn studie theologie, filosofie en kunstgeschiedenis in Innsbruck voortzetten.
Lommel werd op 13 juli 1919 priester gewijd. In 1923 werd hij hoogleraar filosofie en kunstgeschiedenis aan het Grootseminarie in Luxemburg en in 1926 werd hij aalmoezenier van de katholieke academische vereniging. Hij steunde de Pax Romana-beweging. Lommel publiceerde kunstkritische artikelen in de Luxemburger Wort. Volgens Lommel behoorde kunst tot de belangrijkste levensuitingen van een bepaalde tijd en een bepaalde cultuur. Lommel ontwierp glas-in-loodramen voor het koor van de kathedraal van Luxemburg, die in de jaren 1935-1938 werd vergroot. In 1941 werd hij samen met de andere geestelijken in het seminarie naar Frankrijk verbannen. Hij was tussen 1941 en 1941 predikant van de parochies Saint-Yan en Saint-Germain-des Rives in het bisdom Autun. Na de oorlog nam hij de functie van hoogleraar dogmatiek aan het Staatsseminarie over.
Op 14 mei 1949 werd Lommel benoemd tot titulair bisschop van Nephelis en coadjutor van het bisdom Luxemburg. Op 29 juni 1949 wijdde kardinaal Fernando Cento hem bisschop. Lommel stimuleerde de verering van Willibrord en gaf een nieuwe impuls aan de processie van Echternach. Samen met de minister van Cultuur Pierre Frieden, met wie hij op het gymnasium in Echternach zat, bevorderde hij de wederopbouw van de Sint-Willibrordusbasiliek, die op 26 december 1944 door de nazi's werd opgeblazen. Op 20 september 1953 wijdde hij de basiliek in.
Lommel werd 21 oktober 1956 bisschop van Luxemburg. Hij nam deel aan het Tweede Vaticaans Concilie (1962-1965). Als bisschop werd hij op 12 februari 1971 opgevolgd door Jean Hengen.
Léon Lommel overleed op 85-jarige leeftijd, hij werd op 16 juni 1978 bijgezet in de crypte van de Luxemburgse kathedraal.

## Bisschopswapen
Het bisschopswapen is gedeeld en toont op I de rode, gekroonde Luxemburgse leeuw met twee staarten, op een zilveren achtergrond en op II het gekroonde monogram van de Heilige Maagd, omringd door zilveren sterren op een blauwe achtegrond. Het wapen werd ontworpen door Émile Probst. Als motto koos Lommel een citaat uit Psalm 79 vers 13: nos autem populus tuus - Wij zijn uw volk.
In 1964 maakte Aurelio Sabbatini een relïef van het wapen, dat werd geplaatst boven een zijportaal van de kathedraal van Luxemburg. Het is ook afgebeeld in een raam van de kerk in Harlange.

## Onderscheidingen
- Grootkruis in de Orde van Verdienste van het Groothertogdom Luxemburg
- Grootofficier in de Orde van de Eikenkroon (1960)[8]
- Grootofficier in de Kroonorde van België
- Grootofficier in de Orde van Verdienste van de Republiek Italië (1971)[9]
- Commandeur in het Legioen van Eer
- Grootkruis van Verdienste met Ster van de Orde van Verdienste van de Bondsrepubliek Duitsland
- Groot Zilveren Ereteken aan het Lint van Verdienste voor de Republiek Oostenrijk
- Verzetsmedaille
- Franse Erkentelijkheidsmedaille
- Médaille de l'lnternement et de la Déportation de la L.P.P.D.

- Gemeinsame Normdatei: 1223715825
- International Standard Name Identifier: 0000 0004 4707 7558
- Virtual International Authority File: 3595865
- WorldCat: E39PBJh8QrR98xxDhVrDdBqG73